# Eduard Porges von Portheim

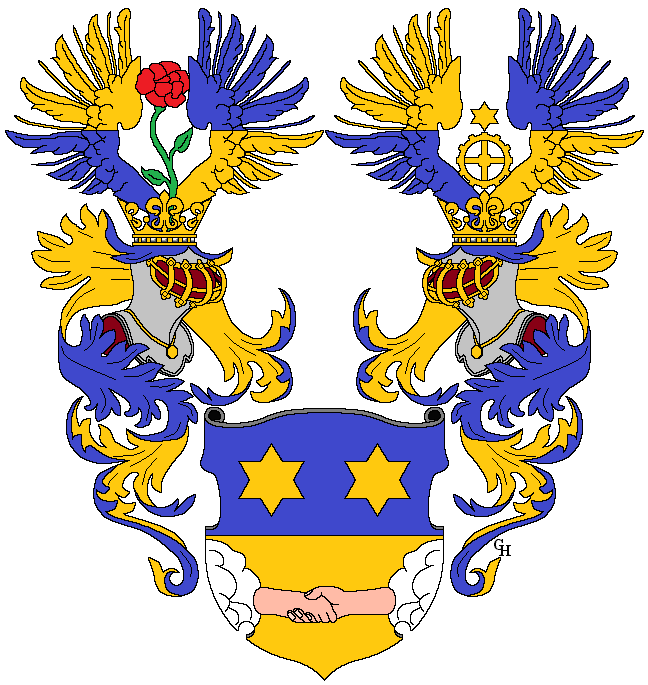
Erb Eduarda Porgese z Portheimu, 1879

Eduard Porges von Portheim, česky Eduard Porges z Portheimu (12. ledna 1826, Praha – 14. února 1907, Opatija), byl česko-rakouský továrník a politik německé národnosti. Ve 2. polovině 19. století byl poslancem Říšské rady. Pocházel z pražské židovské podnikatelské rodiny Porgesů z Portheimu.

## Biografie
Byl členem židovské rodiny Porgesů (později s šlechtickým titulem z Portheimu). Jeho otcem byl podnikatel Juda Leopold Porges z Portheimu. Podnikání se věnoval i strýc Moses Porges z Portheimu, synovec Max Porges z Portheimu byl bibliografem a sběratelem.
Eduard od roku 1856 působil ve vedení rodinné textilky a kartounky na Smíchově. Poté, co se podnik změnil na akciovou společnost, převzal chemickou továrnu Kienzelberger & Co. v Pelc-Tyrolce. Byl viceprezidentem České eskomptní banky a České banky Union. Zasedal rovněž ve vedení Pražské akciové strojírny (tzv. Rustonka). Zastával post viceprezidenta pražské obchodní a živnostenské komory. V roce 1879 byl povýšen do šlechtického stavu.
Později se z podnikání stáhl a věnoval se politice a také byl aktivní jako mecenáš umění. Angažoval se i ve vysoké politice. Působil jako poslanec Říšské rady (celostátního parlamentu Předlitavska), kam usedl doplňovacích volbách roku 1880 za kurii obchodních a živnostenských komor v Čechách, obvod Praha. Slib složil 30. listopadu 1880. Ve volebním období 1879–1885 se uvádí jako rytíř Eduard z Portheimu, majitel továrny a viceprezident obchodní a živnostenské komory, bytem Praha.
Patřil mezi německé liberály (tzv. Ústavní strana). Jako ústavověrný poslanec přistoupil v listopadu 1881 k nově utvořenému klubu Sjednocené levice, do kterého se spojilo několik liberálně orientovaných politických proudů.
Zemřel v únoru 1907 po krátké nemoci v Opatiji. Pohřben byl v israelitské sekci vídeňského ústředního hřbitova.